# Checkerboard Hill

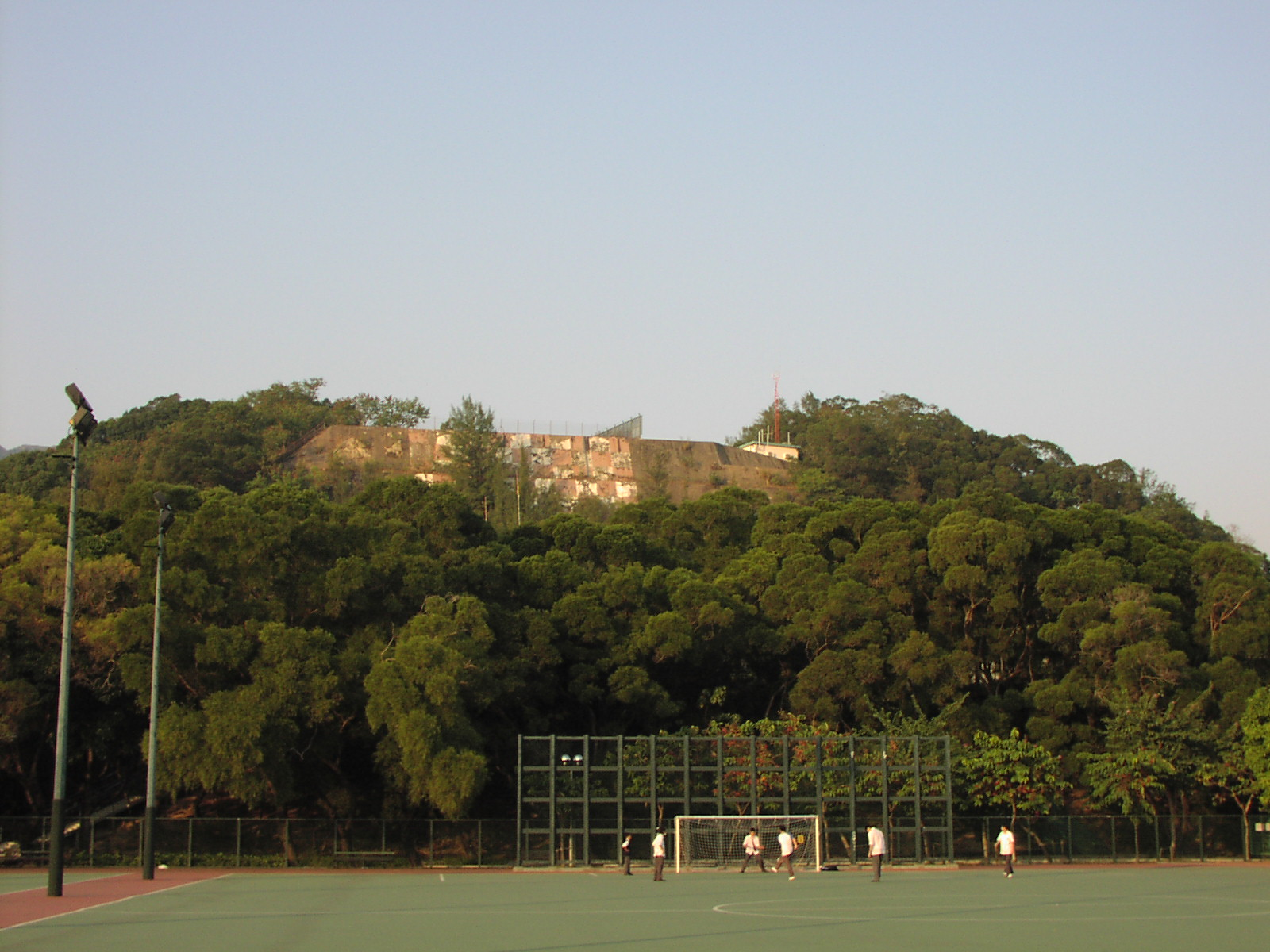
Reste der Markierung am Checkerboard Hill

Checkerboard Hill (chinesisch 格仔山, Pinyin Gézǎi Shān, Jyutping Gaak3zai2 Saan1 – „Schachbretthügel“), eigentlich Kowloon Tsai Hill (九龍仔山,  Jiǔlóngzǎi Shān, Jyutping Gau2lung4zai2 Saan1), ist ein Hügel in der ehemaligen Einflugschneise des 1998 stillgelegten Flughafens Kai Tak in Hongkong. Ihm wurden große Teile abgesprengt, um vorgeschriebene Sicherheitsabstände einzuhalten. So entstanden zwei glatte, pyramidenartige Wände. Darauf wurden jeweils große rot-weiße Schachbrettmuster aufgemalt, um den Hügel kenntlich zu machen und außerdem den Piloten als Orientierung für die besonderen Start- und Landebedingungen in Kai Tak zu dienen. Auf dem Hügel stand zusätzlich ein VOR-Funkfeuer für den Instrumenten-Anflug auf die berüchtigte Runway 13: die Anfluggrundlinie des Landekurssenders führte in Kai Tak nicht wie auf anderen Flughäfen üblich in einer geraden Linie auf die Mittelachse der Landebahn, sondern wies abweichend von der Landebahnausrichtung auf Checkerboard Hill, von wo aus es eine scharfe Rechtskurve zu fliegen galt, um anschließend der regulären Anflugblitzbefeuerung zu folgen. Für diesen Anflug mussten Piloten über eine spezielle Lizenz verfügen.

## Diverses
Nach der Schließung des Flughafens Kai Tak in der Innenstadt – Kowloon City – bestand die Bemalung des großen rot-weißen Schachbrettmuster noch von 1998 bis 2013. Später wurde diese von der Regierung durch Übermalung und Baumpflanzung entfernt bzw. überdeckt, um eine etwaige Irreführung für Piloten zu vermeiden. In der Zeit zwischen 2020 und 2021, während der COVID-19-Pandemie, wurde das rotweiße Schachbrettmuster als denkmalpflegerische Maßnahme wieder erneuert.